# Smerinthulus
Smerinthulus is een geslacht van vlinders uit de onderfamilie Smerinthinae van de familie pijlstaarten (Sphingidae).

## Soorten
- Smerinthulus baokimae Brechlin, 2015
- Smerinthulus baonganae Brechlin, 2016
- Smerinthulus cadioui Brechlin & Kitching, 2009
- Smerinthulus cottoni Cadiou & Kitching, 1990
- Smerinthulus diehli Hayes, [1982]
- Smerinthulus dohrni Rothschild & Jordan, 1903
- Smerinthulus laotiana Haxaire & Melichar, 2013
- Smerinthulus laurae Brechlin, 2014
- Smerinthulus mirabilis (Rothschild, 1894)
  - = Cypa mirabilis Rothschild, 1894
- Smerinthulus myanmarensis Brechlin, 2000
- Smerinthulus olivacea (Rothschild, 1894)
  - = Cypa olivacea Rothschild, 1894
  - = Degmaptera olivacea Rothschild, 1894
- Smerinthulus perversa (Rothschild, 1895)
  - = Cypa perversa Rothschild, 1895
- Smerinthulus quadripunctatus Huwe, 1895
- Smerinthulus schnitzleri (Melichar & Řezáč, [2014])
  - = Degmaptera schnitzleri Melichar & Řezáč, [2014]
- Smerinthulus witti Brechlin, 2000